# Alfred Holm
Johan Alfred Holm, född 10 februari  1912 i Lycksele i Lappland i Västerbottens län, död 19 januari 1986 i Vinslöv i Kristianstad län, var en svensk ingenjör. 
Under tiden som anställd vid Sveriges geologiska undersökning (SGU) i Norsjö på 1930-talet fick han idén om ett geofysiskt mätinstrument, som kom att kallas slingram. 
Det första instrumentet av Slingramen uppfanns i Sverige under vintern 1936 av Alfred Holm tillsammans med geofysikern Sture Werner. Det är den i världen mest använda metoden vid elektromagnetisk prospektering. Som instrumentmakare medverkade Alfred Holm i utvecklingen av en hel rad instrument, bland annat krökningsmätare för borrhål. Han gick i pension från SGU 1977.